# Syedra nigrotibialis
Espèce
Syedra nigrotibialis est une espèce d'araignées aranéomorphes de la famille des Linyphiidae.

## Distribution
Cette espèce est endémique de Corse en France.

## Publication originale
- Simon, 1884 : Les arachnides de France. Paris, vol. 5, p. 180-885 (texte intégral).